# Борисовец, Юрий Львович
Юрий Львович Борисовец (род. 30 января 1965, Керчевский) — российский политический деятель, депутат Государственной Думы ФС РФ пятого созыва (2007—2011).

## Биография
Окончил в 1981 году среднюю школу № 84 в городе Перми. Окончил в 1986 году с отличием Пермский политехнический институт по специальности «Автомобили и автомобильное хозяйство»; квалификация «Инженер-механик». В 1997 году окончил очную аспирантуру в Санкт-Петербургской лесотехнической академии, после успешной защиты диссертации получил ученую степень кандидата технических наук.
В 2001 году избран депутатом Законодательного Собрания Пермской области, возглавил комитет по региональной политике. C 2003 года по 2007 год занимал пост генерального директора ЗАО "Управляющая компания «РИАЛ». 2003—2007 гг. — депутат Законодательного Собрания Пермского края первого созыва.

### Депутат государственной думы
2007—2011 гг — депутат Государственной Думы Федерального Собрания РФ пятого созыва.
С 2011 по настоящее время является генеральным директором ЗАО "Инвестиционно-управляющая компания «РИАЛ».
С 2011 года является депутатом Законодательного Собрания Пермского края, членом комитета по развитию инфраструктуры. Входит в состав постоянно действующей рабочей группы по рассмотрению вопросов строительства объектов краевой инвестиционной Программы регионального развития. Является членом постоянно действующей рабочей группы по рассмотрению вопросов градостроительства, строительства и землепользования.
Участвует в постоянно действующей рабочей группе по правовому регулированию отношений в сфере агропромышленного комплекса Пермского края.
С 15 августа 2012 года является руководителем фракции «Единая Россия» в Законодательном Собрании Пермского края.